# William Goldenberg
William C. Goldenberg (2 de novembro de 1959) é um editor de vídeo norte-americano.

## Biografia
Goldenberg nasceu em 2 de novembro de 1959. Seu primeiro trabalho na indústria do cinema foi em 1983 como assistente de edição no telefilme High School U.S.A.. Dois anos depois ele foi aprendiz de editor em The Breakfast Club e Jagged Edge, e em 1986 no filme Jo Jo Dancer, Your Life Is Calling. Nos anos seguintes ele foi assistente de edição em filmes como Arachnophobia, Welcome Home, Roxy Carmichael e Hook.
Em 1993 ele editou seu primeiro filme, Alive. Em seguida, Goldenberg editou filmes como Heat, Pleasantville, The Insider, Ali, Kangaroo Jack, Seabiscuit, National Treasure, Miami Vice, National Treasure: Book of Secrets, Transformers: Dark of the Moon, Argo e Zero Dark Thirty.
Goldenberg recebeu indicações  ao Oscar de melhor edição por The Insider, Seabiscuit e Zero Dark Thirty, e venceu um por Argo. Ele também venceu o BAFTA de melhor edição por seu trabalho em Argo, recebendo uma indicação por Zero Dark Thirty.